# Макс Джеммер
Макс (Моше́) Джеммер (або Яммер, івр. משה ימר, нім. Max Jammer, 13 квітня 1915, Берлін — 18 грудня 2010, Єрусалим) — ізраїльський фізик та історик науки.

## Біографія
Навчався у Віденському університеті, потім (з 1935 року) в Єврейському університеті, де отримав вчений ступінь з експериментальної фізики (1942). Потім він брав участь у війні в складі британської армії. Після закінчення війни повернувся в Єврейський університет викладачем історії та філософії науки. З 1952 року працював у низці університетів США (Гарвард, Принстон, Бостон, університет Оклахоми). У ці роки він близько познайомився з Ейнштейном, який високо оцінив історичні праці Джеммера і написав передмову до його першої монографії «Поняття простору. Історія теорій простору у фізиці» (1954).
У 1956 році Джеммер повернувся до Ізраїлю і очолив факультет фізики в університеті Бар-Ілана (Рамат-Ган); пізніше він був там обраний президентом і ректором. Брав участь у створенні Інституту філософії науки при Тель-Авівському університеті. Був запрошеним професором (англ. visiting professor) в декількох навчальних закладах Європи, США та Канади, в тому числі:
- Швейцарська вища технічна школа Цюріха
- Геттінгенський університет
- Інститут Анрі Пуанкаре (фр. Institut Henri Poincaré)
- Колумбійський університет

У 1984 році Джеммер був удостоєний Премії Ізраїлю за внесок у вивчення історії науки.

## Основні праці
- Concepts of Space: The History of Theories of Space in Physics (Поняття простору. Історія теорій простору у фізиці). Cambridge (Mass): Harvard University Press, 1954; New York: Harper, 1960; 2nd ed: Cambridge: Harvard U.P., 1969; 3rd ed: New York: Dover, 1993. ISBN 0-486-27119-6. (Foreword by Albert Einstein)
- Concepts of Force: A Study in the Foundations of Dynamics (Поняття сили. Дослідження початків динаміки). Cambridge (Mass): Harvard U.P., 1957 New York: Harper, 1962 New York: Dover, 1999. ISBN 0-486-40689-X
- Concepts of Mass in Classical and Modern Physics (Поняття маси у класичній та сучасній фізиці). Cambridge (Mass): Harvard U.P., 1961 New York: Harper, 1964 New York: Dover, 1997. ISBN 0-486-29998-8
- The Factorisation of Energy. British Journal for the Philosophy of Science № 14 (54), 1963.
- The Conceptual Development of Quantum Mechanics (Концептуальное развитие квантовой механики). New York: McGraw-Hill, 1966; 2nd ed: New York: American Institute of Physics, 1989. ISBN 0-88318-617-9
- The Philosophy of Quantum Mechanics: The Interpretations of Quantum Mechanics in Historical Perspective (Философия квантовой механики. Интерпретации квантовой механики в исторической перспективе). New York: Wiley-Interscience, 1974. ISBN 0-471-43958-4
- Werner Heisenberg (1901—1976) (Некролог Вернера Гейзенберга). Journal for General Philosophy of Science № 7 (1), 1976.
- Einstein and Religion: Physics and Theology (Эйнштейн и религия. Физика и теология). Princeton, N.J.: Princeton University Press, 1999. ISBN 0-691-10297-X
- Concepts of Mass in Contemporary Physics and Philosophy (Понятие массы в современной физике и философии). Princeton, N.J.: Princeton U.P., 1999. ISBN 0-691-01017-X
- Concepts of Simultaneity: From Antiquity to Einstein and Beyond (Понятие одновременности. От античности до Эйнштейна и далее). Baltimore: Johns Hopkins U.P., 2006. ISBN 0-8018-8422-5

### Переклади російською мовою
- Джеммер М. Понятие массы в классической и современной физике [Архівовано 10 січня 2012 у Wayback Machine.]. — М.: Прогресс, 1967. (Переиздание: Едиториал УРСС, 2003, ISBN 5-354-00363-6)
- Джеммер М. Эволюция понятий квантовой механики. [Архівовано 4 квітня 2012 у Wayback Machine.] — М.: Наука, 1985, 379 с.